# Adam Benedict Spitzner
Adam Benedict Spitzner (* 22. Januar 1717 in Langenreinsdorf; † 4. Oktober 1793 ebda.; latinisiert: Adamus Benedictus Spitznerus) war ein deutscher Hebraist und evangelisch-lutherischer Theologe.

## Leben und Leistung
Die Eltern von Adam Benedict Spitzner waren Magister Johann Christian Spitzner (* 10. September 1683 in Blankenhain, † 27. Mai 1736 in Langenreinsdorf), seit 1712 evangelisch-lutherischer Pfarrer von Langenreinsdorf in der Ephorie Werdau, und seine Ehefrau Christine Elisabeth geb. Metzler (* 1691; † 28. Mai 1718 in Langenreinsdorf), die aus dem Pfarrhaus in Hohenleina bei Leipzig stammte, jedoch schon bald nach der Geburt ihres einzigen Sohnes verstarb. Die beiden älteren Töchter Dorothea Elisabeth und Johanne Christiane Spitzner waren bereits Anfang 1716 früh in Langenreinsdorf verstorben. Der Vater, der es verstand, „die Liebe seiner Gemeinde sich dauernd zu erhalten“, heiratete am 18. Juli 1719 in Mosel erneut, und zwar Maria Magdalena Grosse aus dem dortigen Pfarrhaus.
Adam Benedict, der aus der zweiten Ehe seines Vaters zehn jüngere Halbgeschwister – drei Halbbrüder und sieben Halbschwestern – hatte, die zwischen 1720 und 1736 in Langenreinsdorf geboren wurden, besuchte zunächst vom 20. Oktober 1729 bis zum Oktober 1735 die Fürstenschule St. Augustin in Grimma, wo Johann August von Ponickau zu seinen Mitschülern gehörte, und immatrikulierte sich am 29. Januar 1737 als Student der Theologie an der Universität Leipzig. Am 23. Dezember 1742 wurde er dort Baccalaureus Artium und am 21. Februar 1743 Magister. Nach Abschluss seiner akademischen Studien arbeitete Adam Benedict Spitzner zunächst einige Jahre als Hofmeister bei dem Geheimen Kammerrat von Poigk in Dresden. Dort gehörte er dem von Valentin Ernst Löscher begründeten Consortium Theologicum Dresdense, einem von der lutherischen Spätorthodoxie geprägten Predigerseminar, sowie 1745 dem Collegium Woogianum an.
Am 3. Dezember 1747 jedoch ist Adam Benedict auf Grund einer Berufung durch das Oberkonsistorium wieder in Langenreinsdorf, denn der amtierende Pfarrer Johann Christian Titius war am 23. November verstorben. Am 30. März 1748 wurde Spitzner als neuer Pfarrer seines Heimatdorfes ordiniert, hielt am dritten Passionssonntag die Probe- und auf Christi Himmelfahrt die Antrittspredigt. In seiner Gemeinde genoss er schon bald „dieselbe Beliebtheit wie sein Vater“. Am 26. November 1754 heiratete er in Blankenhain Christine Sophie Fritsche, die einzige Tochter des dortigen langjährigen Pfarrers Gottfried Benjamin Fritsche; die Ehe blieb kinderlos. 1789 wurde Johann Andreas Brösel, zuvor Pfarrer in Auerbach, Substitut von Adam Benedict Spitzner, jedoch 1794 nach Forstwolfersdorf versetzt.
Als Mitglied des Consortium Theologicum Dresdense war Adam Benedict Spitzner Mitautor eines ab 1743 erschienenen, jedoch unvollendet gebliebenen Thesaurus bibliographicus ex Indicibus Librorum prohibitorum et expurgatorum Romanis, Hispanicis, Belgicis, Bohemicis etc. Zwischen 1769 und 1791 veröffentlichte er fünf wissenschaftliche Schriften insbesondere zu Fragen der hebräischen Grammatik, die teilweise sehr kritische Rezensionen erfuhren. Seine 1791 erschienene Spätschrift Vindiciae originis et auctoritatis divinae punctoram vocalium et accentuum in libris sacris veteris Testamenti; (...) ist in der zeitgenössischen Literatur als „die letzte Ehrenrettung des hohen Alters unsrer hebräischen Vocalpuncte“ bezeichnet worden. Adam Benedict Spitzner verstarb 1793 als letztes noch lebendes Mitglied von Löschers Consortium Theologicum Dresdense.

## Werke
- Idea analyticae sacrae textus Hebraici Vet. Testam. ex accentibus propediem typis diuulgandae. Hertel, Leipzig 1769
- Disquisitio critica super locis illustribus codicis S. Hebraei, ad illustrationem ideae anal. s. nuper editae. Hertel, Frankfurt/Leipzig 1770
- Commentatio philologica de parenthesi libris sacris veteris et novi testamenti accommodata. Büschel, Leipzig 1773 (books.google.de, abgerufen am 23. Februar 2011)
- Institutiones ad analyticam sacram textus Hebraici V. T. ex accentibus. Quorum consecutio et usus novis et idoneis rationibus demonstratur. Waisenhaus, Halle 1786 (books.google.de, abgerufen am 4. September 2011)
- Vindiciae originis et auctoritatis divinae punctoram vocalium et accentuum in libris sacris veteris Testamenti; ubi imprimis ea diluuntur, quae post Eliam Levitam Ludovicus Cappellus in Arcano punctationis eiusque vindiciis opposuit. Wilhelm Gottlob Sommer, Leipzig 1791 (books.google.de, abgerufen am 12. November 2011)